# Uta Dirksen
Uta Dirksen (* 1965) ist eine deutsche Medizinerin und Hochschullehrerin. Seit 2017 ist sie Inhaberin der Stiftungsprofessur für pädiatrische Onkologie an der Medizinischen Fakultät der Universität Duisburg-Essen.

## Leben
Dirksen studierte nach dem Abitur Humanmedizin von 1984 bis 1986 an den Universitäten Münster und Duisburg sowie von 1986 bis 1991 an der Universität Düsseldorf. Danach arbeitete sie bis 2005 am Zentrum für Kinder- und Jugendmedizin des Universitätsklinikums Düsseldorf. 1997 wurde sie dort promoviert und 2001 zur Fachärztin für Kinderheilkunde ausgebildet. 2005 ging sie ans Universitätsklinikum Münster und belegte die Schwerpunkte Onkologie und pädiatrische Hämatologie. Ihre Arbeit wurde wiederholt ausgezeichnet.
Im Jahre 2015 übernahm sie von Heribert Jürgens am Universitätsklinikum Münster die Leitung der Ewing-Sarkom-Studiengruppe der Gesellschaft für Pädiatrische Onkologie und Hämatologie.
Im Rahmen des Kinderkrebsprogramms engagiert sich Uta Dirksen seit 2015 beim Aufbau von entsprechenden Strukturen zur Behandlung von Krebserkrankungen von Kindern in Eritrea. Weiterhin ist sie im Vorstand der Sarkomkonferenz. Seit 2018 ist sie stellvertretende Vorsitzende der Gesellschaft für Padiatrische Onkologie und Hämatologie.
2017 erhielt sie eine Stiftungsprofessur für pädiatrische Onkologie der Stiftung für krebskranke Kinder, mit der die klinische und translationale Forschung in der pädiatrischen Onkologie am Universitätsklinikum Essen verstärkt werden soll. 2022 wurde die Professur an der Universität Duisburg-Essen verstetigt. An der Klinik für Kinderheilkunde des Universitätsklinikums Essen ist sie als Stellvertretende Direktorin tätig.
Uta Dirksen hat vier Kinder.

## Publikationen
- Suche nach U. Dirksen in PubMed.